# Linea di groppo

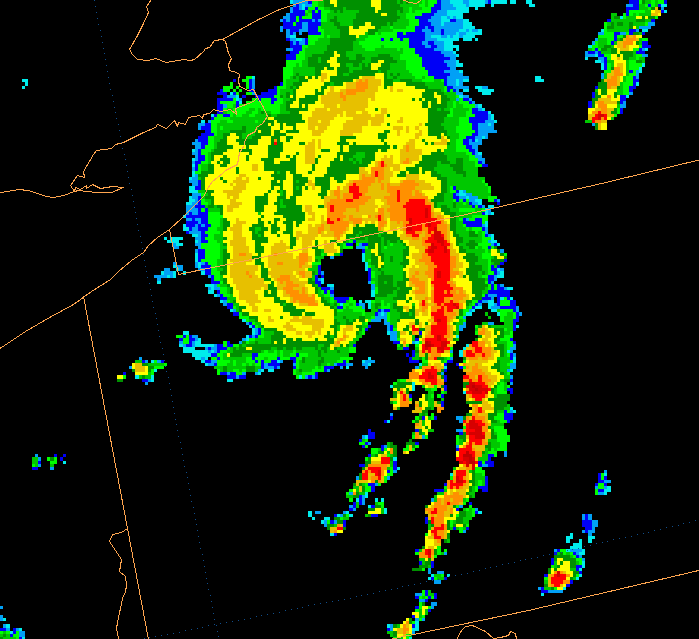
Una linea di groppo in Pennsylvania vista col radar meteorologico in fase di nowcasting

In meteorologia con linea di groppo o linea dei groppi (in inglese squall line) s'intende una stretta e lunga fascia di temporali con un continuo e ben sviluppato fronte di raffica (gust front) sul bordo principale della linea. Tipica di fronti freddi, depressioni, tempeste, cicloni tropicali e derecho a medio-basse latitudini, la loro formazione è prerogativa del passaggio di un fronte freddo nei mesi più caldi dell'anno anche se non è da escludere una sua nascita durante il passaggio di un fronte freddo particolarmente intenso anche nei mesi autunnali o invernali.

## Formazione
La linea di groppo, avanzando verso est, irrompe con potenti correnti discendenti (outflow) e forma una piccola cella di alta pressione (mesohigh), larga 20-30 km. Durante il suo percorso, l'aria densa e più fredda solleva l'aria calda ed umida residente al suolo iniziando così un ampliamento, per convezione complessa, in cui celle fra loro vicine si consolidano in una torreggiante linea di groppo formata da larghi temporali allineati secondo la direzione del vento dominante. La convezione complessa libera un'enorme quantità di calore latente e di umidità in grado di generare un mesociclone a "cuore caldo" che può perdurare per parecchi giorni.
La linea di groppo si sviluppa sulla linea di separazione fra l'aria calda ed umida presente al suolo e l'aria più fredda e pesante spinta da un fronte freddo posizionato ad una distanza compresa fra i 100 ed i 300 km. L'aria fredda e secca solleva l'aria calda ed umida andando a formare una serie di cumulonembi allineati e disposti parallelamente rispetto al fronte freddo avanzante.
Tutto questo accade quando il cuneo di aria fredda è ben definito e relativamente giovane mentre nel caso in cui il fronte freddo sia in frontolisi o sia un fronte freddo secondario, la disposizione dei cumulonembi assume una linearità molto meno netta.

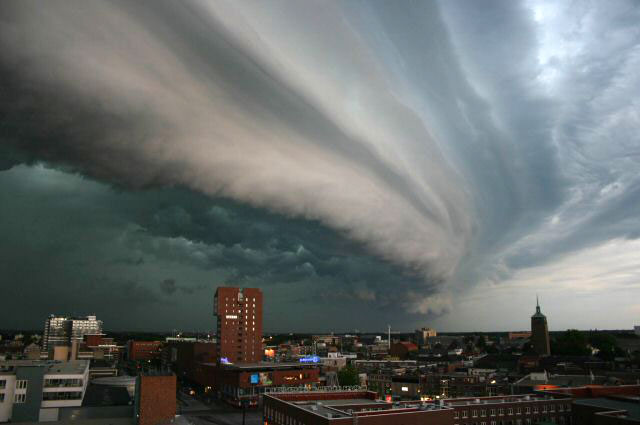
Una nube a mensola su Enschede, Paesi Bassi

In genere, in una linea di groppo, la corrente discensionale (downdraft) si colloca subito dietro a quella ascensionale (updraft) per cui è frequente osservare, nella zona di contatto di queste due correnti, un'imponente nube a mensola (shelf cloud), soprattutto nei mesi estivi, prodotta dall'aria fredda discendente che causa la condensazione di parte del vapore acqueo contenuto nella corrente ascendente. La shelf cloud rimarrà adiacente alla base dei cumulonembi muovendosi con essi.
Il passaggio di una linea di groppo è sempre seguito da un repentino aumento della pressione atmosferica, da un considerevole aumento della visibilità e da un consistente calo termico.

## Effetti
Al transito di una linea di groppo si hanno dapprima venti molto forti che precedono il bordo attivo del sistema formato da rovesci di pioggia e grandine (le precipitazioni più intense si hanno dietro l'updraft) seguiti da una vasta area di nubi stratiformi dalla quale può cadere una leggera pioggia.
Durante il transito nelle ore diurne una linea di groppo appare come un alto muro di nubi avanzanti con cirri e falsi cirri posizionati davanti ai cumulonembi. Lo sviluppo delle celle temporalesche avviene nell'estremità sud della linea, la parte centrale è occupata da un'enorme incudine che si estende davanti ai corpi verticali dei cumulonembi, mentre il dissolvimento delle celle risiede nell'estremità nord.

Tipica evoluzione di un temporale seguito al radar: il bow echo è rilevabile in b e c

Una linea di groppo può provocare precipitazioni grandigene con chicchi di medie o grandi dimensioni, deboli tornado, eventuali alluvioni lampo nel caso in cui le celle temporalesche che la compongono siano stazionarie o molto lente ed i downburst quando si formano in un ambiente con forti venti alle quote medie. Può capitare che un downburst estremamente intenso acceleri una porzione della linea di groppo portandola davanti al resto della linea producendo un bow echo (un'eco lineare ma curvato verso l'esterno a forma di arco) individuabile da un tracciato radar ma impossibile da osservare visivamente.
I venti più intensi generalmente interessano il centro del bow echo e sul suo fronte settentrionale potrebbe addirittura svilupparsi un debole tornado.
Anche dalle celle temporalesche più intense, posizionate a sud o sud ovest della linea di groppo, potrebbero generarsi delle trombe d'aria perché essendo in una zona in cui l'aria al suolo è calda e molto ricca di umidità, crescono molto e tendono ad assumere le caratteristiche di una supercella.

## Grandezza
La lunghezza di una linea di groppo è molto variabile ma sempre nell'ordine delle centinaia di chilometri e si sviluppano in un "canale" prefrontale parallelo (solitamente secondo un asse nord-sud) al fronte freddo avanzante e precedendone l'arrivo ad una distanza compresa fra 100 e 300 chilometri.
La larghezza della linea di groppo può variare da un minimo di 20 ad un massimo di 50 chilometri.
La velocità di spostamento di una linea di groppo è nell'ordine dei 25 nodi cioè circa 45 chilometri orari.